# ناتشو مارتينيز
ناتشو مارتينيز (بالإسبانية: Nacho Martínez)‏ هو ممثل إسباني، ولد في 8 يوليو 1952 في إسبانيا، وتوفي بنفس المكان في 24 يوليو 1996 بسبب سرطان الرئة.

## وصلات خارجية
- ناتشو مارتينيز على موقع IMDb (الإنجليزية)
- ناتشو مارتينيز على موقع ديسكوغز (الإنجليزية)
- ناتشو مارتينيز على موقع قاعدة بيانات الفيلم (الإنجليزية)